# Развитие человека

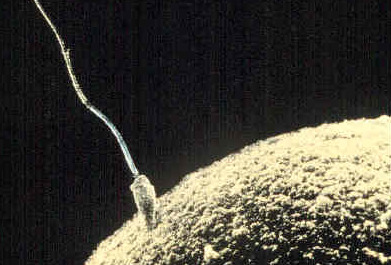
Оплодотворение сперматозоидом яйцеклетки

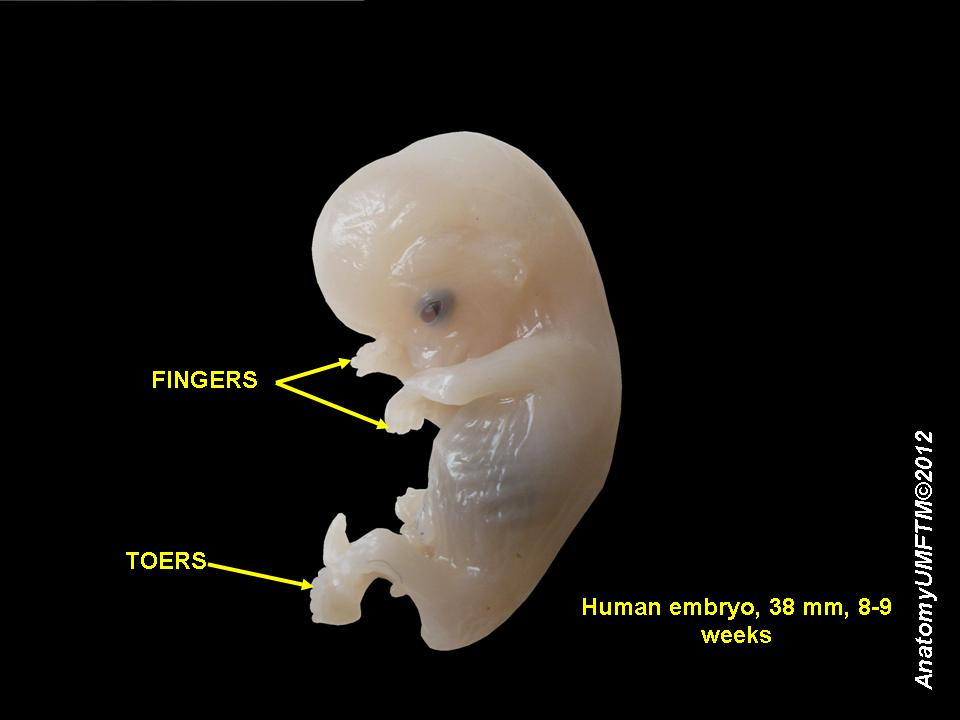
Эмбрион человека (возраст 8 — 9 недель)

Разви́тие челове́ка — изменения в строении (морфологии) и функционировании организма человека в процессе его развития и созревания. Также как и у других организмов, включает эмбриональное (зародышевое) развитие — от зачатия до родов, и постэмбриональное развитие.
Иногда в рамках развития человека рассматривается только постэмбриональное развитие.
Развитие человека происходит неравномерно, оно включает долгие периоды постепенных количественных изменений и качественные скачки. В процессе развития морфологические и функциональные изменения связаны между собой: усложнения в строении разных органов лежат в основе становления новых функций. Разные системы организма развиваются неодновременно и с разной скоростью (гетерохрония).

## Периоды развития
Возрастная периодизация с точки зрения медицины опирается на соответствующие возрасту анатомические и физиологические особенности организма. Для периодизации детского возраста учитывается степень приспособленности к условиям окружающей среды, с которыми связана специфика ухода и воспитания ребёнка. Выделяются следующие условные периоды биологического возраста:
Возрастные периоды у детей
- Период новорождённости (неонатальный период) — первые 4 недели
- Грудной период: от 4 недель до 1 года. В это время организм ребёнка активно растет, его размеры увеличиваются в 1,5-2 раза, одновременно увеличивается и масса его тела. Ребёнок в это время получает основную массу питательных веществ с материнским молоком. В грудном молоке, кроме питательных веществ, содержатся некоторые антитела, которые обеспечивают пассивный иммунитет ребёнка. В возрасте шести месяцев у ребёнка начинают прорезываться молочные зубы (этот процесс может длиться до 33 месяцев). Значительные изменения происходят в скелете ребёнка. Так, в возрасте 2-3 месяца, когда ребёнок начинает держать голову, у него формируется шейный изгиб (лордоз), а в 6-7 месяцев — грудной (кифоз).[7]
- Раннее детство (преддошкольный период): 1—3 года. В этот период дети интенсивно развиваются, особенно — язык и мышление, у них возникает стремление ходить, играть. В возрасте двух лет позвоночник ребёнка принимает форму, как у взрослого человека[источник не указан 1656 дней].
- Дошкольный возраст: 3 года — 6—7 лет. В возрасте 5-6 лет появляются первые постоянные зубы.
- Младший школьный возраст: 6—7 — 10/12 лет. Умственные способности ребёнка активно развиваются.
- Подростковый период. В этом возрасте происходит половое созревание. Под влиянием половых гормонов формируются вторичные половые признаки.
  - девочки: 10 — 17—18 лет
  - мальчики: 12 — 17—18 лет

Возрастные периоды взрослого человека
- Юношеский период. В этом возрасте рост и развитие организма преимущественно завершаются, все системы органов почти достигают своей зрелости. В это время усиливаются процессы психологического и культурного созревания. Репродуктивная функция обычно созревает в возрасте 18-20 лет[8].
  - юноши: 17 — 21 год
  - девушки: 16 — 20 лет
- Зрелый возраст (1 период)
  - мужчины: 21—35 лет
  - женщины: 20—35 лет
- Зрелый возраст (2 период)
  - мужчины: 35—60 лет
  - женщины: 35—55 лет
- Пожилой возраст: 55/60—75 лет
- Старческий возраст: 75—90 лет
- Долгожители — 90 лет и более

## Эмбриональное развитие
В случае успешного проникновения сперматозоида сквозь мембрану яйцеклетки происходит оплодотворение: генетический материал сперматозоида и яйцеклетки, слившись воедино, образуют единый одноклеточный организм, который называется зигота. Так начинается эмбриогенез человека. Зародышевый этап внутриутробного развития человека продолжается 7—8 суток: от момента оплодотворения до имплантации зародыша в стенку матки и сопровождается делением зиготы.

## Постэмбриональное развитие
Постэмбриональное развитие человека — это период жизни, который начинается после рождения или выхода из оболочек, покрывающих зародыш, и продолжается до смерти. За это время организм растет, приобретает способность к размножению, стареет и умирает.
Рост и развитие организма связаны с обменом веществ. В детском организме, помимо более быстрого обмена веществ (до 60 ккал на килограмм в сутки против 23 у взрослых), метаболизм характеризуются преобладанием процессов ассимиляции над процессами диссимиляции, что необходимо для роста органов и увеличения массы организма, это преобладание тем больше, чем моложе организм — в возрасте 3 месяцев на рост и развитие уходит 36 % энергии, в возрасте 9 месяцев — 21 %.

## Половое созревание
Половое созревание — это процесс физических изменений, посредством которых детское тело превращается во взрослое тело, способное к половому размножению. Оно инициируется гормональными сигналами от мозга к половым железам: яичникам у девочки, яичкам у мальчика. В ответ на сигналы гонады вырабатывают гормоны, стимулирующие либидо, а также рост, функционирование и трансформацию мозга, костей, мышц, крови, кожи, волос, груди и половых органов. Ускорение роста и увеличение веса происходит в первой половине полового созревания и завершается, когда формируется взрослое тело. До созревания их репродуктивных способностей препубертатные физические различия между мальчиками и девочками заключаются во внешних половых органах.
В среднем половое созревание у девочек начинается в возрасте 10-11 лет и заканчивают в возрасте 15-17 лет; у мальчиков половое созревание начинается в возрасте 11-12 лет и заканчивают примерно в 16-17 лет. Основным ориентиром полового созревания для женщин является менархе, начало менструации, которое происходит в среднем в возрасте от 12 до 13 лет; у мужчин это первая эякуляция, которая происходит в среднем в 13 лет. В XXI веке средний возраст, в котором дети, особенно девочки, достигают половой зрелости, является более низким по сравнению с XIX веком, когда он был 15 для девочек и 16 для мальчиков. Это может быть связано с такими факторами, как улучшение питания, приводящее к быстрому росту тела, увеличению веса и отложению жира, воздействие эндокринных разрушителей, таких как ксеноэстрогены, что иногда может быть связано с потреблением пищи или другими факторами окружающей среды.